# 肖天亮
肖天亮（1962年11月—），湖北枣阳人，上将军衔，现任国防大学校长。

## 生平
1979年入伍，1989年开始从事军事战略问题的教学与研究。2000年，从国防大学研究生院博士毕业。后历任国防大学战略研究部副师级干部、军事教研室副主任、主任，国防大学战略教研部副部长。2007年挂职南海舰队政治部副主任。2011年任国防大学战略教研部副主任、主任。2014年12月，接替到龄退役的王朝田中将任国防大学副校长。2023年2月，任国防大学校长。
2008年7月，晋升中国人民解放军少将军衔。2016年7月，晋升中国人民解放军中将。2024年3月28日，晋升中国人民解放军上将军衔。